# Dybowo (powiat mrągowski)
Dybowo (niem. do 1938 Diebowen, 1938–1945 Dommelhof) – osada w Polsce położona w województwie warmińsko-mazurskim, w powiecie mrągowskim, w gminie Mikołajki.
W latach 1975–1998 miejscowość administracyjnie należała do województwa suwalskiego.
Miejscowość wymieniana w dokumentach z 1669.
Z uwagi na słowiańską genezę historycznej nazwy niemieckiej, w 1938 ówczesna niemiecka administracja nazistowska nadała miejscowości nową nazwę Dommelhof.